# Орселли, Алессандра
Алессандра Орселли (итал. Alessandra Orselli; род. 23 марта 1950, Флоренция) — итальянская легкоатлетка, выступавшая в беге на короткие и средние дистанции. Участница летних Олимпийских игр 1972 года.

## Биография
Алессандра Орселли родилась 23 марта 1950 года в итальянском городе Флоренция.
Выступала в легкоатлетических соревнованиях за ЧУС из Флоренции. Трижды становилась чемпионкой Италии в помещении: в 1971 году в беге на 200 метров, в 1972 и 1975 годах — в беге на 400 метров.
В 1970—1974 годах 12 раз выступала за сборную Италии на международных соревнованиях.
В 1971 году участвовала в чемпионате Европы в Хельсинки, где в составе сборной Италии заняла 5-е место в полуфинале эстафеты 4х100 метров.
В 1972 году вошла в состав сборной Италии на летних Олимпийских играх в Мюнхене. В эстафете 4х100 метров сборная Италии, за которую также выступали Маддалена Гроссано, Лаура Наппи и Чечилия Молинари, заняла в полуфинале 5-е место с результатом 44,62 секунды и уступив 0,43 секунды попавшей в финал с 4-го месте команде Польши.

## Личный рекорд
- Бег на 100 метров — 11,7 (1974)[1]